# Aeródromo Cotreumo
El Aeródromo Río Cotreumo (OACI: SCBN), es un terminal aéreo ubicado junto a la ciudad de Río Bueno, Provincia del Ranco, Región de Los Ríos, Chile. Es de propiedad privado.